# Xbox Game Studios
Az Xbox Game Studios (korábban Microsoft Studios, Microsoft Game Studios és Microsoft Games) a Microsoft tulajdonában lévő, a Microsoft Gaming részleghez tartozó, videójáték-fejlesztő és kiadó, amelynek székhelye a washingtoni Redmondban található. A céget 2000 márciusában alapították, egy belső Games Groupból kiválva, a Microsoft Windows számára készült videojátékok fejlesztésére és kiadására. Azóta kibővült a névadó Xbox platformok, a Windows Mobile és más mobilplatformok, valamint webes portálok számára készült játékokkal és más interaktív szórakoztató eszközökkel.

## Története

### 2002
- 2002 szeptemberében felvásárolják a Rare játékfejlesztő vállalatot a 49%-os részesedéssel rendelkező Nintendótól és az 51%-ot birtokló Stamper testvérektől. Ez a Microsoftnak nagyjából 375 millió dollárjába került.[1] (Sokak szerint ez volt a legnagyobb összeg, amit valaha is videójáték fejlesztő cégért fizettek.) Ezzel a lépéssel a Microsoft hozzájutott a Rare összes játékának jogaihoz. (Például a Banjo-Kazooie, a Conker vagy a Perfect Dark videójáték sorozat jogaihoz.)

### 2006
- 2006 áprilisában bejelentik, hogy megvásárolták a Lionhead Studiost, ami olyan videójátékokért felel, mint a Black & White vagy a Fable.[2]
- 2006 májusában felvásárolják a játékon belüli hirdetések elhelyezésére szakosodott Massive Incorporated vállalatot, hogy a videójáték részleg a jövőben nagyobb bevételeket érjen el.[3]

### 2007
- 2007 májusában az angliai Reading városában európai irodát nyitnak, aminek a vezetésére Phil Spencert, a cég addigi ügyvezető igazgatóját jelölik ki.[4]
- 2007 szeptemberében bezárják a leginkább a MechWarrior videójáték sorozatról ismert FASA Studiót.
- 2007 októberében a Halo sorozatért felelős Bungie fejlesztőstúdió bejelenti, hogy kiválik a Microsoft Game Studios kötelékéből és független, privát cégként folytatják pályafutásukat. Ennek ellenére megegyeztek a Microsofttal, hogy a jövőben megjelenő játékaik kiadását ők végzik és csak a Microsoft platformjaira dolgoznak.

### 2008
- 2008 márciusában megerősítik a Carbonated Games casual játékokkal foglalkozó stúdiót megszűnését.
- 2008 májusában megalapítják az Xbox Live Productionst, ami az Xbox Live Arcadera megjelenő kiváló minőségű játékok készítésére fókuszál.[5]

### 2009
- 2009 januárjában bejelentik az Ensemble Studios és az ACES Game Studio bezárását a gazdasági válságra, illetve a játékfejlesztői részlegük átalakítására hivatkozva.
- 2009 szeptemberében a Phil Spencer a Microsoft Game Studios alelnökévé lép elő, a nyugdíjba vonuló Shane Kim helyét veszi át.[6]
- 2009 vége felé létrehozzák a Kinectre dolgozó belső fejlesztőcsapatot, a Good Science Studiot. (Korábban Spawnpoint néven működtek.)

### 2010
- 2010 augusztusában megalapítják a Mobile Gaming részlegüket, ami Windows Phone 7-re fog játékokat fejleszteni.[7]

### 2011
- 2011 májusában több új belső csapatot is alapítanak: Megnyílik a vancouveri (MGS Vancouver) és redmondi (MGS Family) fejlesztőstúdiójuk, ami szintén Kinect játékokkal foglalkozik majd, illetve a londoni illetőségű MGS Soho is megnyitja kapuit.[8][9]
- A 2011-es E3 alkalmával új játékokat mutatnak be (például az új Halot), illetve a megváltozott logót.
- Felvásárolják a független Twisted Pixel Games csapatát.[10]

## Fejlesztő stúdiók
| Belsős fejlesztők | Külsős fejlesztők | Korábban együttműködő/Bezárt fejlesztőcsapatok |
| --- | --- | --- |
| Amerikai Egyesült Államok - 343 Industries – Halo sorozat - Double Fine Productions – Psychonauts 2 - Decisive Games - Kids and Lifestyle Entertainment – Xbox Fitness - Microsoft Casual Games Team – Solitaire, Mahjong, Minesweeper, Bingo, Jigsaw - Turn 10 Studios – Forza Motorsport sorozat - Undead Labs – State of Decay - The Initiative Egyesült Királyság - Lift London - Rare – Banjo-Kazooie sorozat, Viva Piñata, Kameo: Elements of Power, Conker, Kinect Sports, Sea of Thieves - Playground Games – Forza Horizon sorozat - Ninja Theory – Hellblade: Senua's Sacrifice, Bleeding Edge Európa - Mojang Studios – Minecraft Kanada - The Coalition – Gears of War sorozat - Compulsion Games – We Happy Few | Amerikai Egyesült Államok - Certain Affinity – Crimson Alliance, Halo 2 (térképcsomagok), Halo: Reach (térképcsomagok), Halo: Combat Evolved Anniversary (térképcsomagok), Halo Waypoint - Harmonix – Dance Central sorozat - Iron Galaxy Studios – Wreckateer, Ms. Splosion Man (iOS, Windows Phone 7-portok), Killer Instinct - Saber Interactive – Halo: Combat Evolved Anniversary - The Behemoth – Pit People - Signal Studios – Toy Soldiers, Ascend: Hand of Kul - Armature Studio – ReCore Európa - Remedy Entertainment – Quantum Break, Alan Wake - Vanguard Games – Halo: Spartan Assault Kanada - Skybox Labs – Age of Mythology HD Extension, Age of Empires 2 HD , Rise of Nations HD Egyesült Királyság - Frontier Developments – Kinectimals, Kinect Disneyland Adventures, Zoo Tycoon, ScreamRide - ReAgent Games – Crackdown 3 - Ruffian Games – Crackdown 2 Ázsia és Óceánia - Grounding Inc – Crimson Dragon - PlatinumGames – Scalebound Korábbi külsős együttműködők - Beep Industries – Voodoo Vince - BioWare – Mass Effect, Jade Empire - Fuel Industries – Tinker Bezárt külsős együttműködők - Artoon – Blinx sorozat, Blue Dragon - Bizarre Creations – Project Gotham Racing sorozat - Carbonated Games – Hexic sorozat - feelplus – Lost Odyssey - Game Republic – Every Party - Hudson Soft – Fuzion Frenzy 2 - Realtime Worlds – Crackdown - Southend Interactive – Lode Runner 2009, ilomilo | Korábban együttműködő - Bungie – Halo sorozat - Twisted Pixel Games – The Gunstringer, LocoCycle, The Maw, The Adventures of Captain Smiley, ’Splosion Man sorozat Bezárt fejlesztőcsapatok - Aces Studio – Microsoft Flight Simulator sorozat - Digital Anvil – Brute Force, Freelancer - Ensemble Studios – Age of Empires sorozat, Halo Wars - FASA Studio – MechWarrior sorozat, Shadowrun - Hired Gun – Halo 2 for Windows Vista - Lionhead Studios – Fable sorozat, Black & White sorozat - Microsoft Game Studios Japan – Magatama, Phantom Dust - Press Play – Max: The Curse of Brotherhood, Kalimba - XSN Sports – NHL Rivals 2004 |

## Játékok
| - 0x10c - Adera - Aegis Wing - Age of Empires - Age of Empires Online - Age of Mythology - Ascend: Hand of Kul - Azurik - Banjo-Kazooie - Bankshot Billiards - BattleTech - Battletoads - Black & White - Blast Corps - Blinx - Bloodforge - Blood Wake - Blue Dragon - Brute Force - Bullet Asylum - Cobalt - Cobra Triangle - Combat Flight Simulator WWII Europe - Conker - Crackdown - Crimson Alliance - Crimson Dragon - Crimson Skies - Deadly Tide - Eden Falls - Endless Skater - Every Party - Fable - Forza Motorsport - Forza Horizon - Fragments - Freelancer - Fusion Genesis | - Fuzion Frenzy - Galactic Reign - Game Chest Series - Gears of War - Glacier Blast - Grabbed by the Ghoulies - Gunpowder - Gunfright - Halo - Holobuilder - Haunt - Hexic - High Heat Baseball - Hydro Thunder Hurricane - Ilomilo - Inkquest - Infinite Undiscovery - Iron Brigade - It's Mr. Pants - Jawbreaker - Jetpac - Jet Force Gemini - Kalimba - Kakuto Chojin - Kameo: Elements of Power - Killer Instinct - Kinectimals - Kinect Adventures - Kinect Fun Labs - Kinect Joy Ride - Kinect Sports - Kodu - Kung Fu Chaos - Lips | - Lost Odyssey - Lost Turtle - Magatama - Marlow Briggs - Max & the Magic Marker - Max: The Curse of Brotherhood - Maximum Chase - MechAssault - MechCommander - MechWarrior - Microsoft Flight - Microsoft Flight Simulator - Microsoft Jigsaw - Microsoft Train Simulator - Microsoft Treasure Hunt - Microsoft Space Simulator - Midtown Madness - Minecraft - Monster Truck Madness - Monsters Love Candy - Motocross Madness - NightCaster - Ninety-Nine Nights - Nova Bacon - N.U.D.E.@ Natural Ultimate Digital Experiment - Ori and the Blind Forest - Perfect Dark - Phantom Dust - Powerstar Golf - Project Gotham Racing - Project Milo - Project Knoxville - Project Spark - Quantum Break - Quantum Redshift - Rallisport Challenge - R.C. Pro-Am - ReCore - Rise of Legends - Rise of Nations - Roboraid | - Sabreman - Scalebound - ScreamRide - Scrolls - Sea of Thieves - Secrets and Treasure - Shadowrun - Snap Attack - Sneakers - Slalom - Starlancer - State of Decay - Sudeki - Tao Feng - Tentacles: Enter the Dolphin - Tentacles: Enter the Mind - The Harvest - The Movies - Throne Together - Tinker - Tork: Prehistoric Punk - Trenched - True Fantasy Live Online - Viva Piñata - Voodoo Vince - Whacked! - Wizards & Warriors - Wordament - Wreckateer - Xbox Fitness - XNA - Zoo Tycoon |